# Echinopsis peruviana
Echinopsis peruviana, también llamado Trichocereus peruvianus, es un cacto arbustivo de crecimiento rápido, originario de las laderas occidentales de los Andes en Perú, se encuentra a una altitud de entre 2000 a 3000 m s.n.m.
A esta especie, como también a Echinopsis pachanoi, E. terscheckii y E. lageniformis, se le llama comúnmente cactus San Pedro. Por tener las espinas más largas que E. pachanoi (San Pedro hembra) a E. peruviana se le denomina cactus San Pedro macho.

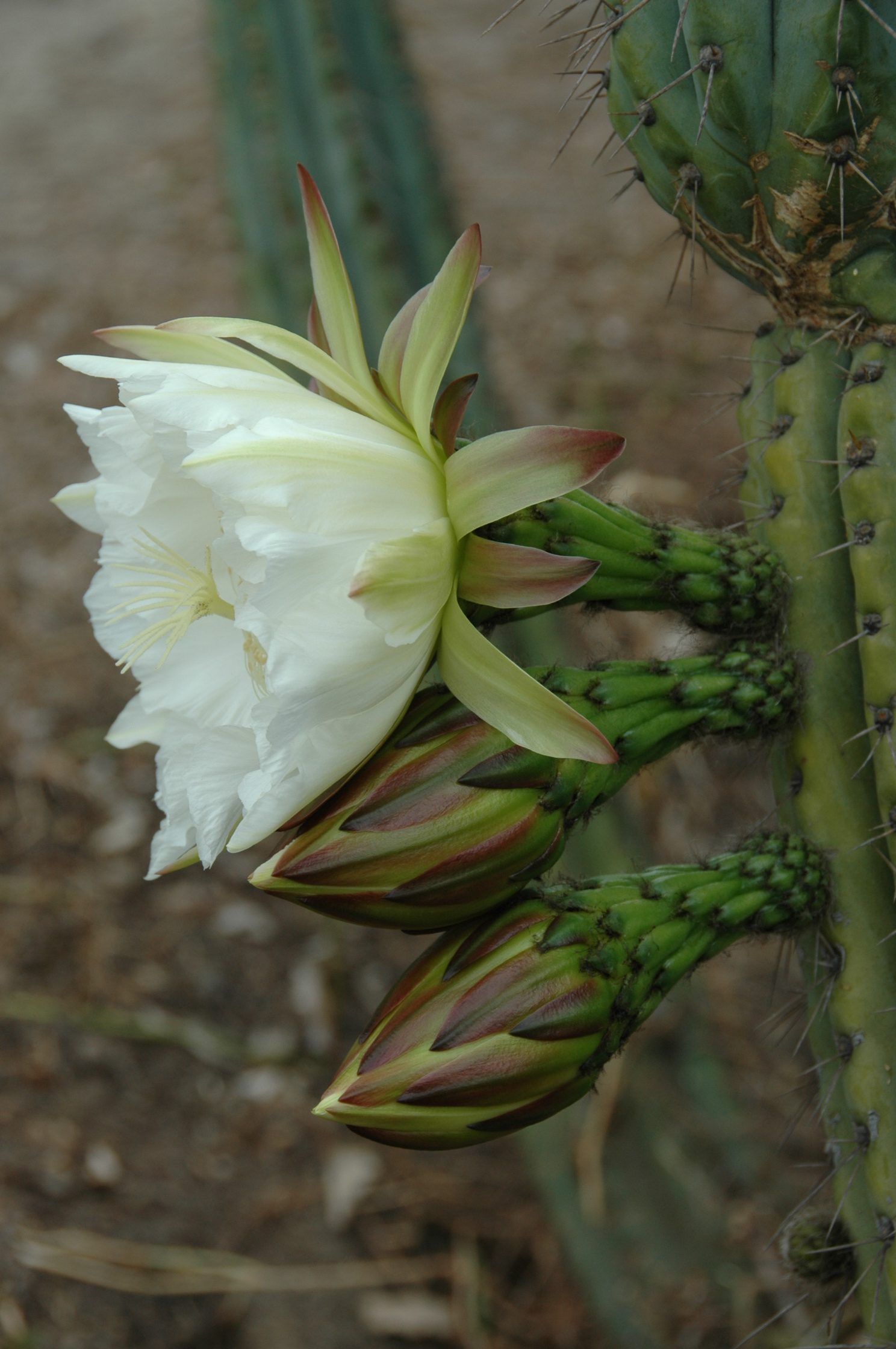
Detalle de la flor

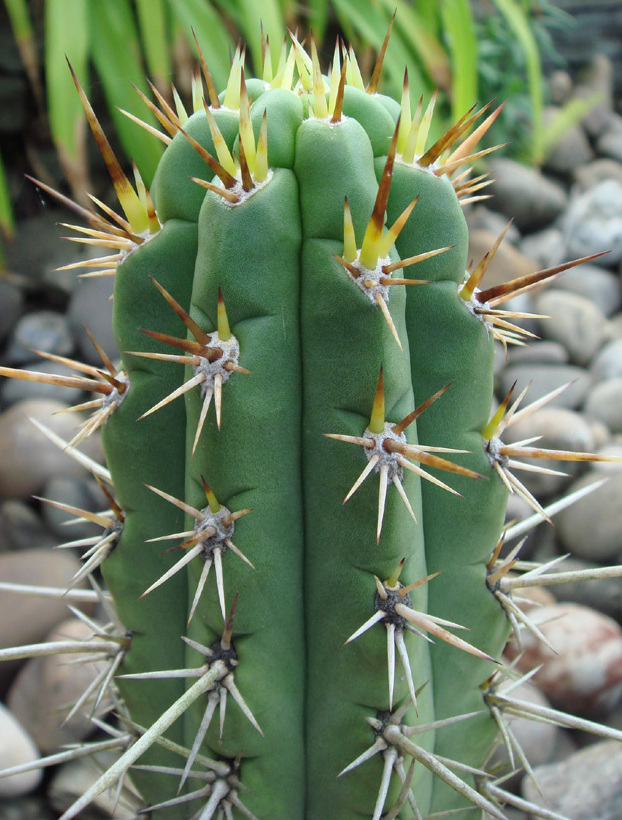
Detalle de las areolas

## Descripción
Su crecimiento es arbustivo emitiendo muchos vástagos erectos desde la base. Suele alcanzar una altura de 3 a 6 m, y generalmente no se puede distinguir el tronco principal. Sus tallos son cilíndricos y de color verde azulado de 5 m de largo y 8-18 cm de diámetro. Tiene de 6 a 8 costillas, anchas y redondeadas, con profundas muescas antes de cada aréola; el ápice tiene una hendidura en forma de "V" característica de la especie. Las aréolas son blanquecinas o amarronadas, muy cercanas entre sí. Tiene de 3 a 7 espinas radiales, grises amarronadas, una o dos radiales largas. Las flores, de color blanco, nacen cerca de la punta del tallo; se abren de noche y tienen una fuerte fragancia, miden de 19-24 cm × y 3-4 cm de diámetro; pericarpelos y tubo floral con pelos negros. El fruto es oblongo, verde oscuro de 5-6 cm × 3 cm de diámetro.

## Taxonomía
Echinopsis peruviana fue descrita por (Britton & Rose) H.Friedrich & G.D.Rowley y publicado en International Organization for Succulent Plant Study Bulletin 3(3): 97. 1974.
Etimología
Ver: Echinopsis
peruviana epíteto geográfico que alude a su localización en Perú.
Variedades
- var. ancash (KK1688), San Marcos, Ancash, noroeste Perú
- var. ayacuchensis (KK2151), sudoeste Perú
- var. cuzcoensis (KK340), Huachac, Cuzco, sudeste Perú
- var. (H14192), Huntington, EE.UU
- var. huancabamba, Piura, noroeste Perú
- var. huancavelica (KK242a), centro oeste Perú
- var. huancayo (KK338), centro oeste Perú
- var. huaraz (KK2152), Ancash, noroeste Perú
- var. matucana (KK242) Lima, centro oeste Perú
- var. puquiensis (KK1689), Puquio, Apurímac, sudoeste Perú
- var. Rio Lurin (KK2147), Rio Rimac, Lima, centro oeste Perú
- var. tarmensis (KK2148), Tarma, Junín, centro oeste Perú
- var. trujilloensis, Trujillo, La Libertad, noroeste Perú

Sinonimia
- Trichocereus peruvianus Britton & Rose
- Trichocereus puquiensis
- Echinopsis puquiensis
- Trichocereus tacnaensis
- Trichocereus torataensis

## Importancia económica y cultural
Esta especie de cactus ha venido siendo utilizada por el ser humano desde hace varios milenios. El hallazgo más antiguo se localizó en la Cueva del Guitarrero, en la región Áncash en Perú. En esta cueva, habitada ininterrumpidamente desde el año 8600 a. C., se ha detectado una alta concentración de polen de T. peruvianus de la fase más antigua de ocupación humana, así como algunos fragmentos de cactus, lo que testimoniaría la introducción intencionada de esta planta en el interior de la cueva.El cactus San Pedro (Echinopsis pachanoi) se utiliza hasta el presente como parte de la medicina tradicional andina, por ejemplo en los rituales de la mesa norteña de la costa y sierra norte de Perú, y el sur de Ecuador.

## Cultivo
Se multiplica a través de semillas o comúnmente por medio de esquejes que enraízan fácilmente.Algunos cultivares muy apreciados por los coleccionistas son "Control", "Dawson 1" y "True Blue".

## Estado de conservación
Un estudio fitoquímico del 2004 liderado por el investigador peruano Víctor Manuel Reyna Pinedo de la Universidad Nacional de Ingeniería recomienda considerar a E. peruviana en la Lista Roja de la UICN como una especie en peligro de extinción.
Con base en un estudio liderado por Carlos Ostolaza en 2017, está incluido en la Lista Roja de la UICN como una especie de preocupación menor.